# داگن ها

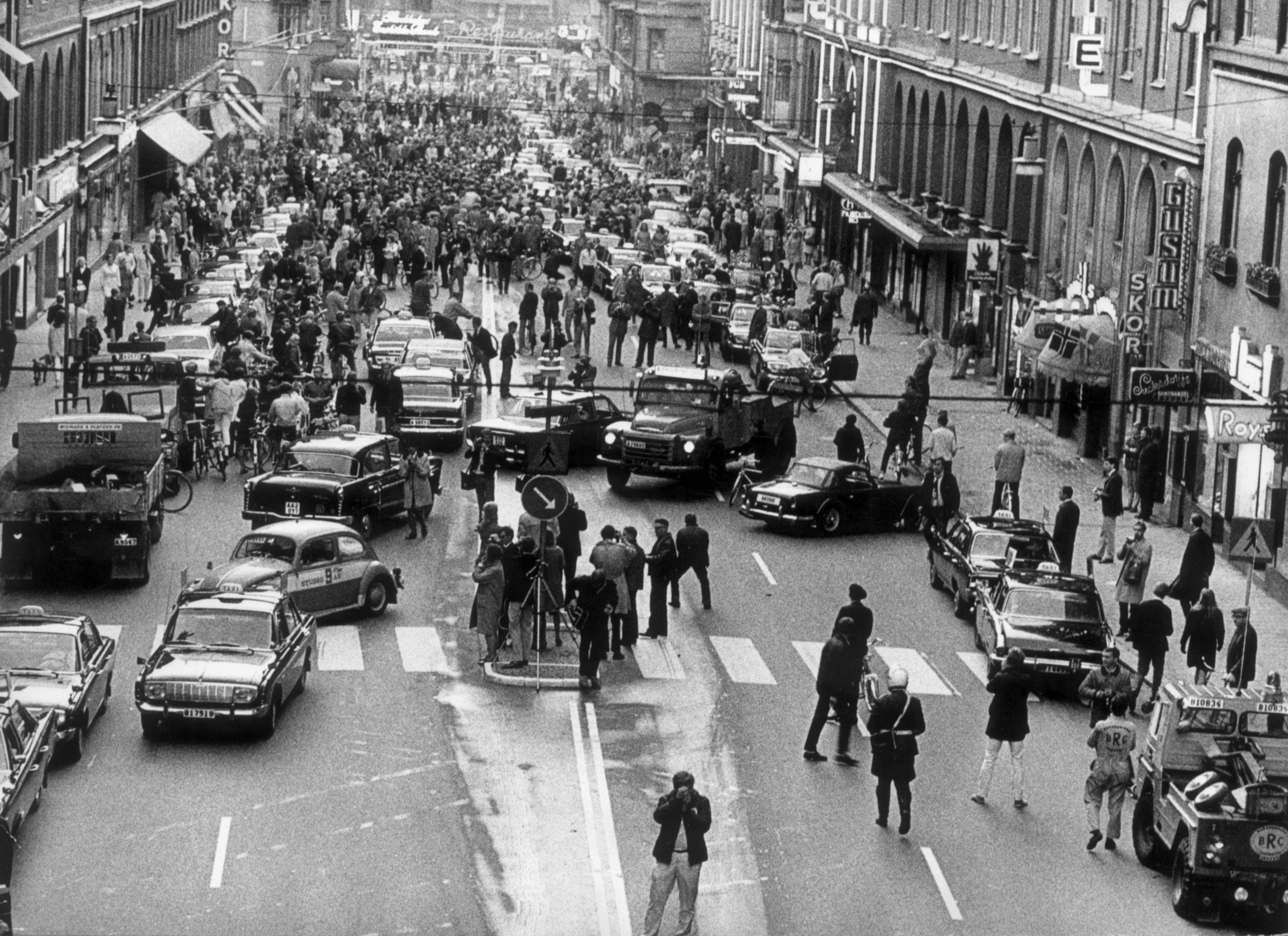
کونگسگاتان، استکهلم، در داگن ها، ۳ سپتامبر ۱۹۶۷، در شبی که سوئد از تردد سمت چپ به تردد سمت راست تغییر داد

آرم داگن ها

داگن ها (به سوئدی: Dagen H) (روزِ ها) که امروزه معمولاً (به سوئدی: Högertrafikomläggningen) (چرخش به ترافیک سمت راست) نامیده می‌شود، روز ۳ سپتامبر ۱۹۶۷ بود که در آن ترافیک جاده‌ها در سوئد از رانندگی در سمت چپ جاده به سمت راست تغییر پیدا کرد. "H" مخفف Högertrafik از زبان سوئدی به معنی "ترافیکِ سمت راست" است. این با اختلاف بزرگترین رویداد لجستیک در تاریخ سوئد بود.